# Drag Race Holland
Drag Race Holland, è un programma televisivo olandese, in onda sulla piattaforma streaming Videoland nel 2020.
Il programma è uno degli spin-off del programma statunitense RuPaul's Drag Race. Come nella versione statunitense, i concorrenti devono mostrare le loro doti d'intrattenitori sfidandosi in varie sfide. Ogni settimana vengono giudicati per le loro performance da vari giudici; tra questi troviamo giudici fissi, lo stilista e presentatore televisivo Fred van Leer e giudici ospiti, che variano di settimana in settimana. Al termine dell'episodio un concorrente viene eliminato; l'ultimo che rimane verrà incoronato Holland's Next Drag Superstar e riceverà una serie di premi.

## Format
Il casting viene annunciato online e chi vuole partecipare al programma deve mandare un provino formato video. Per poter prendere parte al programma è necessario avere 18 o più anni. Le persone transgender possono partecipare al programma e, nel corso delle stagioni classiche, alcuni concorrenti hanno dichiarato apertamente il loro stato di transgender.

### Puntate
Ogni puntata si divide, generalmente, in tre fasi:
- La mini sfida: in ogni mini sfida ai concorrenti viene chiesto di svolgere una gara con caratteristiche e tempi differenti.
- La sfida principale: in ogni sfida principale ai concorrenti viene chiesto di svolgere una prova, generalmente sono gare individuali. Il vincitore della sfida riceve un premio, che consiste in vestiti, gioielli, cosmetici e altro ancora.
- L'eliminazione: tutti i concorrenti vengono chiamati davanti ai giudici. In questa fase i vari concorrenti vengono giudicati. Il migliore della puntata viene dichiarato vincitore ricevendo un premio. Gli ultimi due devono sfidarsi esibendosi in playback con una canzone assegnata all'inizio di ogni puntata. Il peggiore verrà eliminato dalla competizione con la famosa frase pronunciata  "sashay away" e lascia un messaggio scritto con il rossetto sullo specchio della sala dove si svolgono le riprese; il vincitore, al contrario, viene celebrato con la frase "shantay you stay", e può continuare la competizione.

### Giudici
Come accade nella versione statunitense, lo show prevede la presenza di giudici fissi e di giudici ospiti che variano di settimana in settimana. I giudici danno la loro opinione sui vari concorrenti, esprimendo le loro opinioni circa ciò che accade sul palcoscenico principale. Tra i giudici ospiti comparsi nel corso delle edizioni troviamo: Cleas Iversen, Roxeanne Hazes, Sanne Wallis de Vries, Loiza Lamers, Ryanne van Dorst, Ruth Jacott, NikkieTutorials, Edsilia Rombley.

#### Giudici fissi
| Giudice         | Edizioni | Edizioni |
| Giudice         | 1        | 2        |
| --------------- | -------- | -------- |
| Fred van Leer   | Fisso    | Fisso    |
| Nikkie Plessen  | Fisso    |          |
| Marieke Samallo |          | Fisso    |
| Carlo Boszhard  | Ospite   | Fisso    |
| Raven van Dorst | Ospite   | Fisso    |

- Fred van Leer (edizione 1-in corso), stilista e presentatore olandese, ha preso parte a molti programmi televisivi tra cui Holland's Next Top Model.[2]
- Marieke Samallo (edizione 2-in corso) imprenditrice e creative director olandese, fondatrice del festival music-dance Milkshake Festival. Entra nel cast del programma a partire dalla seconda edizione.
- Carlo Boszhard (edizione 2-in corso) presentatore e personaggio televisivo olandese, ha lavorato in molti programmi televisivi per l'emittente RTL 4 tra cui la versione olandese de Il cantante mascherato. Prima di essere uno dei giudici fissi, è stata uno dei giudici ospiti durante la prima edizione. Alterna il ruolo di giudice fisso con Raven van Dorst.
- Raven van Dorst (edizione 2-in corso) musicista e presentatore televisivo olandese, ha raggiunto la notorietà nazionale con il gruppo musicale Dool, esibendosi sotto lo pseudonimo Elle Bandita. Prima di essere uno dei giudici fissi, è stata uno dei giudici ospiti durante la prima edizione. Alterna il ruolo di giudice fisso con Carlo Boszhard.

#### Ex giudici
- Nikkie Plessen (edizione 1), stilista, attrice e presentatrice olandese, ha preso a molti programmi televisivi ed è fondatrice della sua omonima azienda di moda.[3]

### Untucked
Durante ogni puntata di Drag Race Holland, viene seguito un intermezzo di Untucked nel quale vengono mostrate scene inedite della competizione e il backstage del programma.

### Drag Race Holland Extra Lap Recap
Come è accaduto a partire dalla seconda edizione della versione britannica, anche nella versione olandese ogni puntata viene seguita da una serie web che in questa versione è chiamata Drag Race Holland Extra Lap Recap, in cui un conduttore riassume tutto ciò che è accaduto in durante lo show. I conduttori di queste serie web sono stati:
| Conduttore      | Edizioni | Edizioni |
| Conduttore      | 1        | 2        |
| --------------- | -------- | -------- |
| Vinegar Strokes |          |          |

### Premi
Anche in questa versione del programma, il vincitore riceve dei premi. I premi vinti in ogni edizione sono stati:
Edizione 1:
- Un vestito di Cleas Iversen dal valore di 18000 €
- Un articolo e copertina su Cosmopolitan
- Una corona e uno scettro di Fierce Drag Jewels

Edizione 2:
- 15000 €
- Un articolo e copertina su Cosmopolitan
- Prendere parte come artista principale nel Milkshake Festival 2022
- Una corona e uno scettro di Fierce Drag Jewels

## Edizioni
| Edizione | Concorrenti | Episodi | Prima TV Paesi Bassi | Prima TV Italia | Vincitrice          | Miss Simpatia |
| -------- | ----------- | ------- | -------------------- | --------------- | ------------------- | ------------- |
| 1ª       | 10          | 8       | 2020                 | inedita         | Envy Peru           | Ma'Ma Queen   |
| 2ª       | 10          | 8       | 2021                 | inedita         | Vanessa Van Cartier | Tabitha       |

### Prima edizione
La prima edizione di Drag Race Holland è andata in onda nei Paesi Bassi a partire dal 18 settembre 2020. Il cast venne annunciato il 7 settembre 2020. Dieci drag queen, provenienti da tutti i Paesi Bassi, si sfidano per entrare nella Drag Race Hall of Fame. La colonna sonora utilizzata durante la sfida principale fu Sissy That Walk mentre per i titoli di coda venne utilizzata A Little Bit of Love.
Envy Peru, vincitrice dell'edizione, ricevette come premio un vestito di Claes Iversen dal valore di 18000 €, un articolo e copertina su Cosmopolitan e una corona e uno scettro di Fierce Drag Jewels. A vincere il titolo di Miss Simpatia è stata Ma'Ma Queen.

### Seconda edizione
La seconda edizione del programma è stata confermata sui social network della rete televisiva Videoland il 17 gennaio 2021. I casting si sono conclusi il 1º marzo. Il 9 luglio 2021 sui canali social correlati è stato trasmesso un teaser trailer con la data della première che andrà in onda a partire dal 6 agosto 2021.
Vanessa Van Cartier, vincitrice dell'edizione, ricevette come premio 15000 €, un articolo e copertina su Cosmopolitan, un posto come artista principale al Milkshake Festival 2022, una corona e uno scettro di Fierce Drag Jewels.  A vincere il titolo di Miss Simpatia è stata Tabitha.

## Concorrenti
I concorrenti che hanno preso parte al programma nella prima edizione sono stati (in ordine di eliminazione):
| Edizioni | Vincitore           | Finalista(i)   | 3°            | 4°          | 5°         | 6°           | 7°             | 8°                | 9°            | 10°           |
| -------- | ------------------- | -------------- | ------------- | ----------- | ---------- | ------------ | -------------- | ----------------- | ------------- | ------------- |
| 1ª       | Envy Peru           | Janey Jacké    | Ma'Ma Queen   | Ma'Ma Queen | ChelseaBoy | Sederginne   | Madame Madness | Megan Schoonbrood | Patty Pam-Pam | Roem          |
| 1ª       | Envy Peru           | Janey Jacké    | Miss Abby OMG |             | ChelseaBoy | Sederginne   | Madame Madness | Megan Schoonbrood | Patty Pam-Pam | Roem          |
| 2ª       | Vanessa Van Cartier | My Little Puny | Vivaldi       | Keta Minaj  | Tabitha    | The Countess | Ivy-Elyse      | Love Masisi       | Reggy B       | Juicy Kouture |

Legenda:
     La concorrente è stato nominata Miss Simpatia

## Musiche
Quasi tutte le canzoni utilizzate nelle varie edizioni provengono dagli album di RuPaul, fanno eccezione le canzoni utilizzate per il playback alla fine delle puntate.

### Palcoscenico Principale
Le canzoni utilizzate durante la presentazione degli outfit dei concorrenti sono state:
- Sissy That Walk tratto da Born Naked (1ª edizione-in corso)

### Altre musiche
Nel corso del programma sono stati rilasciati vari singoli promozionali:
- Vieren Remix - My Little Puny, Vanessa Van Cartier e Vivaldi (2ª edizione)